# Elsa Fräulein SS
 Elsa: Fraulein SS, també coneguda com Fräulein Devil, Captive Women 4, i Fraulein Kitty, és una pel·lícula francesa de nazisploitation del 1977 dirigida per Patrice Rhomm (acreditat com Mike Starr).

## Argument
La protagonista Malisa Longo és la cruel nazi Elsa, una antiga prostituta amb una inclinació pel sadomasoquisme, per les botes de cuir i la nuesa, i un odi a la Resistència francesa. Està ambientada durant els darrers dies de la Segona Guerra Mundial. El Tercer Reich té previst recompensar els bons oficials nazis i eliminar els traïdors enviant un "Tren del plaer" per Europa. El tren està poblat per belles prostitutes que donaran servei als soldats mentre obtenen informació sobre els que havien traït el Reich.

## Repartiment
- Malisa Longo: Elsa Ackermann
- Olivier Mathot: Franz Holbach
- Patrizia Gori: Liselotte Richter
- Pamela Stanford: Gundrun la cantant
- Claudine Beccarie
- Erik Muller
- Rudy Lenoir: general von Glück
- Jean Le Boulbar: Werner
- René Gaillard: Mheim
- Thierry Dufour: un déserteur
- Nadine Pascal (acreditada com Lynn Monteil)
- Roger Darton: Heim
- Daniel White: l'oficial al piano
- Danielle Chennevière (acreditada com Dany Chennevieres)

## Producció
Malisa Longo havia interpretat anteriorment un petit paper a Saló Kitty, que li va aconseguir els papers principals en dues pel·lícules franceses d'imitació, Elsa Fräulein SS i Helga, la louve de Stilberg, totes dues rodades l'any 1977; la primera es va rodar als mateixos platós que Train spécial pour Hitler, una pel·lícula gairebé idèntica sense la implicació de Longo d'uns mesos abans. Les tres pel·lícules van utilitzar el mateix director, equip i repartiment secundari.
El trio de pel·lícules franceses segueix la fórmula de l'èxit de 1974 Ilsa, She Wolf of the SS que va protagonitzar Dyanne Thorne com a brutal comandant del camp de presoners, però, Elsa Fräulein SS També va agafar en préstec alguns elements argumentals i estilístics de Saló Kitty, la qual cosa va permetre que la pel·lícula es publicités amb èxit tant als mercats nord-americans com europeus amb èmfasi a part; L'estil "històries d'aventures bèl·liques" de la sèrie Ilsa a la primera i el truc del prostíbul nazi a la segona.